# Elard Ostermann
Elard Ernst Ostermann (* 15. Oktober 1968) ist ein deutscher Fußballtrainer und ehemaliger -spieler.

## Werdegang
Ostermann, der in Hamburg-Billstedt aufwuchs, erreichte 1987 mit der Hamburger Turnerschaft von 1816 (HT 16) das Viertelfinale um die Deutsche A-Jugend-Meisterschaft. Der FC St. Pauli zeigt Interesse am Mittelfeldspieler, er wechselte zur Saison 1987/88 jedoch zum Oberligisten TuS Hoisdorf. Kurz nach seinem Wechsel nach Hoisdorf wurde Ostermann in die U23-Landesauswahl des Schleswig-Holsteinischen Fußballverbandes berufen. Im September 1988 traf er mit Hoisdorf im DFB-Pokal auf den FC Bayern München, die Begegnung wurde mit 0:4 verloren.
Er bestritt für den VfL Bochum in der Bundesligasaison 1989/90 insgesamt 21 Spiele und schoss ein Tor. In der darauf folgenden Saison kam er nur noch zu sechs Einsätzen. Ostermann spielte anschließend beim VfB Lübeck, ging 1992 nach Hamburg zurück und spielte für den Oberligisten VfL 93 unter Trainer Bert Ehm. Er wurde ebenfalls in die Amateurauswahl des Hamburger Fußball-Verbands berufen. Das Hamburger Abendblatt beschrieb Ostermann 1999 in einem Bericht als „Genie mit Ecken und Kanten“ sowie als „Hitzkopf“ und 1998 als einen Spieler, „der mit flotten Sprüchen so manchen Trainer zur Verzweiflung getrieben“ habe. Ihm wurden „überdurchschnittliche fußballerische Fähigkeiten“, aber auch fehlender Fleiß und Verbissenheit zugeschrieben.
1993 zeigte Zweitligist FC St. Pauli abermals Interesse an Ostermann, den Verein schreckte allerdings die sechsstellige Summe ab, die an den VfB Lübeck zu zahlen gewesen wäre, hätte Ostermann den Wechsel in den Profibereich vollzogen. Er schloss sich Verbandsligist ASV Bergedorf 85 an. Zeitweise war Ostermann journalistisch für die Hamburger Fußballzeitschrift Sport-Mikrofon tätig.
In der Winterpause 1995/96 wechselte er vom SV Lurup zum Hamburger SV. Rund fünf Jahre nach seinem letzten Bundesliga-Einsatz für Bochum wurde Ostermann, nominell Spieler der HSV-Amateure, im Februar 1996 von Trainer Felix Magath erstmals bei den Profis des Hamburger SV eingesetzt: Er kam im Spiel gegen den FC Bayern München beim Stande von 0:1 in der 83. Minute auf den Platz und war daran beteiligt, dass die Hamburger das Spiel noch drehten und mit 2:1 siegten. Er wurde in der Saison 1995/96 danach noch in acht weiteren Bundesliga-Spielen eingesetzt.
Er weilte zum Beginn des Spieljahres 1996/97 bei Hannover 96 (Regionalliga), im Herbst 1996 ging Ostermann innerhalb der Liga zum SV Lurup zurück. Obwohl er Anfang November 1998 seine Trennung vom Regionalligisten Lüneburger SK sowie seinen Abschied vom Leistungsfußball bekannt gab und sich seiner beruflichen Tätigkeit als Mitinhaber eines Unternehmens für Sportvermarktung widmen wollte, spielte Ostermann weiterhin im gehobenen Amateurbereich. Am Jahresende 1998 kam er zum Hamburger SV und verstärkte bis zum Ende der Saison 1998/99 die Amateurmannschaft. Über den Zwischenhalt 1. SC Norderstedt ging er zum damaligen Hamburger Verbandsligisten SC Vorwärts-Wacker 04, bei welchem er zugleich Spieler als auch Trainer war und dazu die C-Jugend betreute. Nach dem Ende seiner Spielerlaufbahn übernahm Ostermann beim Lüneburger SK das Amt des sportlichen Leiters und war gleichzeitig Trainer der ersten Mannschaft sowie der A-Junioren.
Während der Saison 2007/08 übernahm Ostermann schließlich das Traineramt beim NTSV Strand 08 und schaffte sofort den Sprung in die neue Schleswig-Holstein-Liga. Nachdem der NTSV aber dort eine schwache Hinrunde gespielt hatte, erklärte Ostermann seinen Rücktritt. Anschließend pausierte er zwei Jahre als Trainer und kehrte im Sommer 2010 auf die Trainerbank zurück, er übernahm das Cheftraineramt beim FC Schönberg 95. Am 31. August 2011 trat er wiederum als Trainer des FC Schönberg 95 zurück und pausierte erneut. Im Sommer 2012 kehrte er zum Nachfolgerverein des Lüneburger SK, Lüneburger SK Hansa, zurück und agierte abermals als Trainer und sportlicher Leiter. In der Saison 2013/14 holte er mit LSK Hansa den Meistertitel in der Oberliga Niedersachsen und stieg dadurch in die Regionalliga Nord auf. Ab März 2016 war Ostermann auch als „Vorstand Sport“ im Verein tätig. Die Zusammenarbeit zwischen Ostermann und LSK Hansa endete mit einem Rechtsstreit. Ein Gericht urteilte, dass zwischen Ostermann und dem Verein kein Vertrag geschlossen wurde, der über den 30. Juni 2017 hinaus ging. Zur Saison 2018/19 trat er beim TuS Dassendorf das Traineramt an. Mitte Februar 2019 trennte sich der Oberligist von Ostermann. Ende März 2019 erlangte er nach zehnmonatiger Ausbildung an der Hennes-Weisweiler-Akademie die Fußball-Lehrer-Lizenz.
Im Sommer 2019 wurde Ostermann Trainer der U17 von Holstein Kiel, 2020 übernahm er bei den Kielern das Traineramt bei der U19-Mannschaft und übte diese Tätigkeit bis 2022 aus. Ende Mai 2022 gab der FC St. Pauli Ostermanns Verpflichtung als Trainer der U23-Mannschaft bekannt. Im April 2024 wurde er bei St. Pauli im Traineramt von Benny Hoose abgelöst. Ostermann trat Mitte November 2024 eine neue Aufgabe an, als er Trainer des Regionalligisten Eintracht Norderstedt wurde.